# Brasil Ramos Caiado
Brasil Ramos Caiado (Goiás, 17 de maio de 1893 — 28 de agosto de 1959) foi um médico e político brasileiro. Foi presidente de Goiás, de 14 de julho de 1925 a 12 de março de 1927 e de 9 de abril de 1927 a 13 de julho de 1929; também exerceu o secretariado de Obras do estado.
Foi senador durante a República Velha, por 5 meses até a Revolução de 1930